# Jacek Bielczyk
Jacek Bielczyk (ur. 23 lutego 1953 w Siemianowicach Śląskich) – polski szachista, mistrz międzynarodowy od 1979 roku.

## Kariera szachowa
Na początku lat 70. był czołowym juniorem kraju, dwukrotnie (w latach 1971 i 1972) zdobywając tytuły mistrza Polski juniorów, natomiast w roku 1973 – tytuł wicemistrzowski. W latach 1972–1973 reprezentował Polskę na turniejach o mistrzostwo Europy juniorów w Groningen. W roku 1973 zwyciężył w turnieju juniorów w Warszawie. Debiut w finale mistrzostw Polski seniorów zanotował w roku 1975, zajmując w Poznaniu V miejsce. Ogółem, w latach 1975–1983, dziewięciokrotnie wystąpił w finałowych turniejach o mistrzostwo kraju, najlepszy wynik uzyskując w Zielonej Górze w roku 1982, kiedy to zajął IV miejsce. W roku 1976 reprezentował Polskę na młodzieżowych drużynowych mistrzostwach świata w Caracas, zdobywając 5½ pkt w 9 partiach, natomiast w 1978 r. podzielił II m. w Słupsku (za Markiem Cejtlinem). W 1990 r. podzielił II m. (za Wjaczesławem Ejnhornem, wspólnie z m.in. Witalijem Cieszkowskim, Ołehem Romanyszynem, Aleksiejem Wyżmanawinem i Giennadijem Kuźminem) w otwartym turnieju Berliner Sommer w Berlinie, jednocześnie wypełniając normę na tytuł arcymistrza.
W latach 1980–1982 dwukrotnie wystąpił na olimpiadach szachowych: w La Valletcie oraz w Lucernie, łącznie zdobywając 9½ pkt w 18 partiach.
Najwyższy ranking w karierze osiągnął 1 stycznia 1979 r., z wynikiem 2410 punktów zajmował wówczas 7. miejsce wśród polskich szachistów.
Od roku 1996 należy do członków zarządu Polskiego Związku Szachowego, pełniąc funkcje przewodniczącego Komisji Trenerów (1996-2000) oraz wiceprezesa ds. sportowych (2004-2008).